# Cianjur
Cianjur este un oraș din Indonezia.